# Panhard M3
Panhard M3 VTT — французский колёсный бронетранспортёр-амфибия, выпускавшийся в 1970—1980-х годах.
Panhard M3 создан как специальный проект на базе бронеавтомобиля Panhard AML и использует большинство его компонентов. Первый прототип был завершён в 1969 году. Он имел по одной двери с каждой стороны и двойную дверь в задней части для приёма и высадки десанта. Первый серийный автомобиль сошёл с конвейера в 1971 году. Унификация с Panhard AML составила 95 %, что снизило эксплуатационные расходы и облегчило обучение персонала при использовании как M3, так и AML. С 1971 по 1986 год было выпущено около 1500 единиц различных модификаций для использования более чем в 25 странах. Наибольшее распространение M3 получил в странах Африки и Ближнего Востока.

## Описание

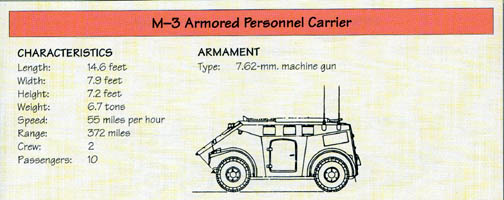
Схема

Корпус Panhard M3 изготовлен из сварной бронированной стали толщиной от 8 до 12 мм, что обеспечивает защиту от стрелкового оружия малого калибра и осколков. Масса бронетранспортёра составляет 6100 кг. Привод осуществляется на четыре колеса (колёсная формула 4×4). Управляется передними колёсами. Колёса с индивидуальной подвеской оснащены пружинами и гидравлическими амортизаторами. Шины имеют подкачку через пулезащищённые шланги. 4-цилиндровый бензиновый двигатель Panhard M4-HD, мощностью 90 л. с. размещается в средней части корпуса (сразу за водителем). Выхлопные трубы проходят над десантным отсеком. Коробка передач — механическая. Panhard M3 способен развить скорость хода по шоссе до 90 км/ч, при этом запас хода на полных баках составляет 600 км. Бронетранспортёр может преодолеть железнодорожные пути, другие преграды высотой 0,32 метра, ров шириной 0,8 метра и подъёмы до 60 %. Также он может преодолевать незначительные водные преграды на скорости 4 км/ч. В воде он движется с помощью колёс, что достаточно для движения по спокойным водным путям.
Экипаж состоит из двух человек — водителя и командира. Водитель находится в передней чести бронетранспортёра, его место размещается посередине. Место командира располагается в центре корпуса с выходом на передний круглый люк на крыше. В задней части бронетранспортёра находится десантный отсек, в котором могут разместиться 10 пехотинцев или 1360 кг груза.
Опционально бронетранспортёр может быть оснащён кондиционером, противотуманными фарами, приборами ночного видения, системой постановки дымового занавеса.
На Panhard M3 имеется три двери для экипажа: по одной с каждой стороны и двойная дверь в задней части. В лобовой части находится люк водителя. С боковых сторон в верхней части корпуса сделаны по три люка в продольном направлении, пригодных для стрельбы, которые открываются к верху и могут быть зафиксированы в открытом положении. На крыше бронетранспортёра, впереди и позади моторного отсека, есть ещё два круглых люка. На переднем люке могут быть установлены различные типы вооружения: 7,75-мм пулемёт, 12,7-мм пулемёт, башня с 20-мм автоматической пушкой или башня с дистанционно управляемым зенитным модулем. На второй люк может быть установлен лёгкий пулемёт.
Возможное вооружение
- спаренный 7,62-мм пулемёт FN MAG в башне TL.2.1.80
- одиночный 7,62-мм пулемёт FN MAG и одна противотанковая ракетная установка LRAC F1 в башне TL.52.S
- одиночный 7,62-мм пулемёт FN MAG и три ПРУ LRAC-F1 в башне TL.52.3.S
- одиночный 12,7-мм пулемёт Browning M2 на кольцевом креплении CB.127
- одиночный 7,62-мм пулемёт FN MAG на кольцевым креплении CTB
- одиночный 20-мм пулемёт AME в башне MAS T.20.13.621
- автоматическая 20-мм пушка M621 на кольцевым креплении CB.20
- спаренная автоматическая 20-мм пушка M621 в башне
- четыре противотанковые ракетные установки LRAC-F1

## Модификации

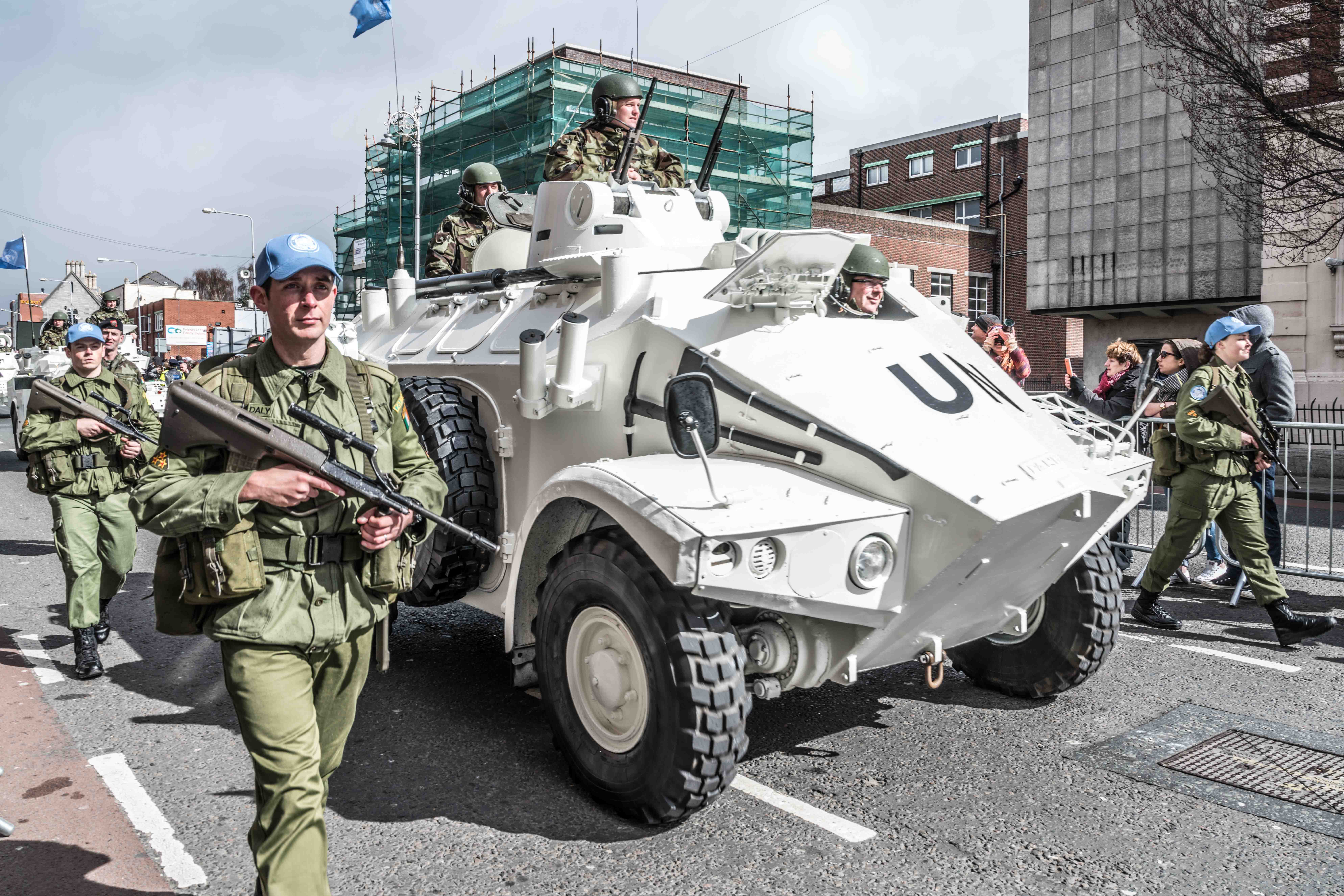
Panhard M3 Ирландской армии на параде 2016 года в раскраске техники Миссии ООН

Существует ряд версий, например, самоходная зенитная установка, автомобиль огневой поддержки пехоты, самоходный противотанковый комплекс (до 4 ПРУ), самоходный 60-мм миномёт, ремонтно-эвакуационная машина, машина скорой помощи, вспомогательный бронетранспортёр.
- Panhard M3 VTT (Véhicule Transport de Troupes) — бронетранспортер в базовой комплектации.
- Panhard M3 VDA (Véhicule de Défense Antiaérienne) — самоходная зенитная артиллерийская установка противовоздушной обороны. Установлена башня с двумя 20-мм пушками M621 на турели. Максимальная высота возвышения + 60° -2°, угол обстрела 90°. Боекомплект 600 патронов. Система управления стрельбой — оптико-электронное устройство P56. Бронетранспортёр может быть стабилизирован четырьмя гидравлическими домкратами.
  - Panhard M3 VDAA — модификация Panhard M3 VDA со спаренной 20-мм зенитной пушкой HS.820 SL[англ.] и доплеровским радаром ESD RA-20 на хвостовой части башни. Максимальная высота возвышения +85° -5°, угол обстрела 360°. Время полного оборота — 3 секунды, время возвышения до предельной точки — 2 секунды. Темп стрельбы от 200 до 1000 выстрелов в минуту. Боекомплект 650 патронов. Радар ESD RA-20 позволяет одновременно отслеживать 4 цели на расстоянии до 8 км. M3 VDAA может управлять двумя M3 VDA. Данная модификация является самой тяжёлой, выпускаемой серийно, и весит более 7 тонн.
- Panhard M3 VDA Toucan — самоходная зенитная артиллерийская установка, оснащенная спаренной автоматической 20-мм пушкой M963 с двойной подачей питания или одиночной 20-мм автоматической пушкой M621 в паре с пулемётом, установленным на куполе. Высота возвышения +50° -13°.
- Panhard M3 VTM — модификация M3 VTT с сцепным устройством для буксировки тяжелого миномета. Десантное отделение перестроено для размещения расчёта миномёта и боеприпасов.
- Panhard M3 VTT 60B — самоходный 60-мм миномёт. Стабилизированная башня, в которую устанавливалась пушка-миномёт Brandt Mle CM60A1 (Hotchkiss-Brandt CM-60 A1), была, в основном, унифицирована с башней для Panhard AML-60. Башня устанавливалась на передний верхний круглый люк. Экипаж состоит из водителя, командира и двух человек обслуги миномёта.
- Panhard M3 VPM — самоходный 81-мм миномёт. В сравнении с базовой модификацией M3 VTT, была изменена линия крыши и убрано большинство люков для размещения большого турельного кольца для размещения миномётной башни. В башню устанавливался миномёт L16. Экипаж состоял из водителя, командира и двух человек обслуги миномёта. В десантном отделении размещалось до 60 минометных снарядов.
- Panhard M3 VTT TH — самоходный противотанковый комплекс (истребитель танков). На переднем круглом люке размещается крепление для опоры четырёх противотанковых управляемых ракет «HOT». Опора имеет высоту возвышения +22° -10°. 10 дополнительных ракет размещены внутри корпуса. Для облегчения погрузки, задняя двойная дверь сделана цельной. Машина может быть стабилизирована четырьмя гидравлическими домкратами. Экипаж состоит из трёх человек.
- Panhard M3 VAT — ремонтно-эвакуационная машина с экипажем из пяти человек (командир, водитель и три механика). Оборудована различными буксирами, режущим инструментом, гидравлическими ножницами, электрогенератором, сварочным оборудованием, верстаком с тисками и другими инструментами.
- Panhard M3 VPC — командно-штабной автомобиль (мобильный командный пост), оборудован дополнительными средствами ближней и дальней связи, шестью антенными креплениями, четырьмя аккумуляторными батареями и двумя столами для раскладки карт. Экипаж состоит из командира, заместителя командира, водителя, двух радистов и двух служащих.
- Panhard M3 VSB — мобильный комплекс радиолокационной разведки, может оснащаться различными РЛС.
  - Panhard M3 VSB RASIT (Battlefield Surveillance Radar) — комплекс наблюдения поля битвы. Оснащён мобильным импульсным доплеровским радаром наземного наблюдения «RASIT[англ.]» (RAdar de Surveillance des InTervalles). Дальность действия до 20 километров, позволяет различать живую силу, транспортные средства и самолёты. Комплекс может быть использован для наблюдения за границей.
  - Panhard M3 VSB Radar (Air Surveillance Radar) — комплекс воздушного наблюдения. Оснащён РЛС RA-20S.
- Panhard M3 VLA — инженерный автомобиль для устранения препятствий со съёмным отвалом спереди шириной 2,2 м с гидравлическим приводом. Экипаж состоит из водителя, командира, сержанта-инженера и трёх инженеров.
- Panhard M3 ISV (Internal Security Vehicle) — автомобиль внутренней безопасности. Предназначен для использования в международных миротворческих миссиях. Оборудован съёмным отвалом спереди для устранения препятствий. Также перестроено десантное отделение для перевозки десяти человек. Вооружён двумя автоматическими гранатомётами, установленными снаружи, для стрельбы светошумовыми или дымовыми снарядами при борьбе с беспорядками.
- Panhard M3 VTS — бронированная машина скорой помощи. Может перевозить четырёх раненых на носилках или шестерых раненых сидя, или двух на носилках и трёх раненых сидя. Для погрузки больных задняя двойная дверь сделана цельной. Вооружения не имеет. Экипаж составляют один водитель и два медицинских работника.

### Модернизация
Bosbok Mk1
- В 1969 году была развёрнута программа в ЮАР по лицензионному производству бронетранспортёра M3 VTT под маркой Bosbok Mk1. По своей конструкции Bosbok Mk1 был, в основном, идентичен конструкции M3 VTT, но был внедрён ряд усовершенствований. Также предполагалось оснащать бронетранспортёры южноафриканским 6-цилиндровым двигателем с жидкостным охлаждением. Всего было построено 3 опытных образца, но программа была свёрнута в пользу боевой машины пехоты Ratel.

 Panhard M3 ISV
- В 1983 году ирландские вооруженные силы оснастили один Panhard M3 бензиновым двигателем Peugeot V6, мощностью 140 л. с. Также была установлена шестиступенчатая коробка передач, новая тормозная система от Citroën и переработана электрическая система. Испытания были удовлетворительными, после чего были модернизированы ещё 14 бронетранспортёров.

 Saymar M3 APC
- В израильской компании Saymar разработали модернизацию Panhard M3 в базовой версии и модификации VLA и VPC, включающую в себя установку 2-литрового турбодизеля Toyota 2LT, мощностью 102 л.с., с новой трансмиссией, улучшенное охлаждение двигателя, дисковые тормоза, новую систему привода с гидроусилителем руля, установку кондиционера. Бортовое электрооборудование также было модернизировано и включило улучшенный регулятор напряжения, генератор 24В 65А, стартер 24В, систему внутренней связи и телекоммуникации (домофон), электронные средства управления башней. Модернизация VLA, помимо модернизации двигателя, ходовой части и электрической сети, включает в себя установку 2-тонного подъёмного крана. А модернизация VPC включает новые столы для карт и улучшенное освещение рабочих мест. Все бронетранспортёры, проходящие модернизацию также проходят капитальный ремонт корпуса и элементов шасси, что продлевает срок службы и повышает его живучесть на современных полях сражений.

 MIC M3
- Компания Saudi Military Industries Corporation[англ.] разработала свою программу модернизации M3 VTT. В рамках модернизации устанавливался новый 4-цилиндровым турбодизельный двигатель с жидкостным охлаждением, мощностью 102 л.с. (75 кВт), гидроусилитель руля и вакуумные тормоза. Также традиционная гидравлическая нажимная пластина заменяется на электромагнитную муфту сцепления.

## Операторы

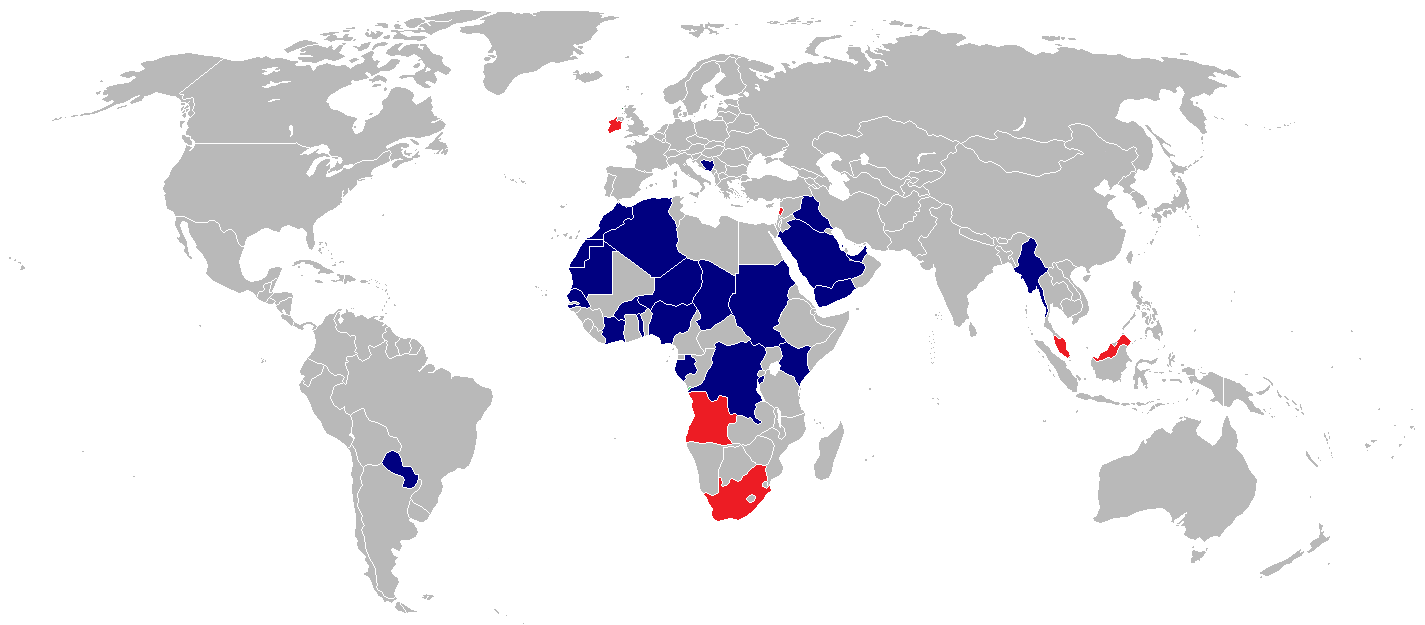
Операторы Panhard M3
синий — настоящие
красный — бывшие

- Алжир: по состоянию на 2018 год[1]
  - сухопутные войска Алжира — 55
  - национальная гвардия Алжира — 110
- Буркина-Фасо — 13 по состоянию на 2018 год[2], ранее 19
- Бурунди — 9 по состоянию на 2018 год[3]
- ДР Конго — до 58, возможно не в рабочем состоянии, по состоянию на 2018 год[4], ране 60
- Кения — 10 на хранении по состоянию на 2021 год[5], ране 12
- Кот-д'Ивуар — 12, в том числе 6 M3 VDAA, по состоянию на 2018 год[6], ранее до 22 разных модификаций
- Мавритания — 20 разных модификаций по состоянию на 2018 год[7], ране 50
- Малайзия — 30 по состоянию на 2018 год[8], ране 44
- Нигер: по состоянию на 2018 год[9], ране всего 26 разных модификаций
  - сухопутные войска Нигера — 22
  - силы ПВО Нигера — 10 M3 VDAA
- ОАЭ — 370 по состоянию на 2018 год[10]
- Республика Конго — некоторое количество по состоянию на 2021 год[11]
- Руанда — некоторое количество по состоянию на 2018 год[12], ране 18
- Саудовская Аравия — 150 различных модификаций, в том числе модернизированных, по состоянию на 2018 год[13], ранее 170
- Сенегал — 16 по состоянию на 2018 год[12]

#### Частично признанные
- САДР

### Статус неизвестен
- Бахрейн — 110 (113)
- Бенин — 1
- Венесуэла — 4
- Габон — 7 (10)
- Ирак — 44 (115)
- Йемен — 2
- Колумбия — 8
- Ливан — 57 (60)
- Марокко — 50 (54)
- Нигерия — 18
- Парагвай — 3 (12)
- Сомали — 9
- Судан — 18 (25)
- Того — 5 (6)
- Тунис — 24
- Чад — 10 (15)

### Бывшие
- Ангола — ранее эксплуатировалось 8[14]
  -  Национальный фронт освобождения Анголы (1)[15]
- Ирландия — ранее эксплуатировалось 61
- Испания — ранее эксплуатировалось 23
- Португалия — ранее эксплуатировалось 6
- ЮАР — 3, были произведены как Bosbok Mk1[16]

## Использование в вооружённых конфликтах
- Гражданская война в Ливане (1975—1990)
- Гражданская война в Анголе (1975—2002)
- Первая война в Персидском заливе (1980—1988)
- Вторая война в Персидском заливе (1990—1991)
- Иракская война (2003—2011)
- Гражданская война в Йемене (с 2014)